# Mörskärsfjärden
Mörskärs Fjärden är en fjärd i Åland (Finland). Den ligger i den sydöstra delen av landskapet, 70 km sydost om huvudstaden Mariehamn.